# Zemsta hrabiego Skarbka
Zemsta hrabiego Skarbka (fr. La Vengeance du comte Skarbek) – belgijski komiks, którego autorami są Yves Sente (scenariusz) i Grzegorz Rosiński (rysunki), wydany w dwóch tomach w latach 2004–2005 przez francuskie wydawnictwo Dargaud. Polskie tłumaczenie ukazało się w tych samych latach nakładem Egmont Polska.

## Fabuła
Inspiracją dla fabuły Zemsty hrabiego Skarbka była powieść Hrabia Monte Christo Aleksandra Dumasa ojca. Komiks opowiada rozgrywającą się w 1843 historię procesu sądowego tajemniczego polskiego hrabiego Mieszka Skarbka, który, wróciwszy do Francji po kilkuletniej nieobecności, podaje się za legendarnego malarza kobiecych aktów, pracującego pod pseudonimem Louis Paulus. Hrabia domaga się zwrotu obrazów zagarniętych bezprawnie przez jego wrogów. Pojawienie się Skarbka w Paryżu wywołuje popłoch wśród jego przeciwników i wzbudza poruszenie wśród żądnych sensacji mieszkańców. Zagadkowość postaci polskiego arystokraty wzmacnia jego niejasna przeszłość i zbrodnie w otoczeniu hrabiego.

## Tomy
| Tom | Tytuł i rok wydania polskiego | Tytuł i rok wydania polskiego |
| --- | ----------------------------- | ----------------------------- |
| 1   | Złote ręce (2004)             | Deux mains d'or (2004)        |
| 2   | Serce z brązu (2005)          | Cœur de bronze (2005)         |